# امت شیر
امت شیر (به انگلیسی: Emmett Shear، زاده ۱۹۸۳) کارآفرین اینترنتی و سرمایه‌گذار آمریکایی است. شیر از بنیان‌گذاران سرویس‌های پخش زنده ویدیویی توییچ و جاستین.تی‌وی به‌حساب می‌آید. امت شیر مدیرعامل توییچ و همچنین یکی از شرکای پاره‌وقت شرکت وای کامبینیتر نیز هست

## اوایل زندگی و تحصیلات
امت شیر لیسانس علوم کامپیوتر را از دانشگاه ییل در سال ۲۰۰۵ گرفت.

## زندگی حرفه‌ای

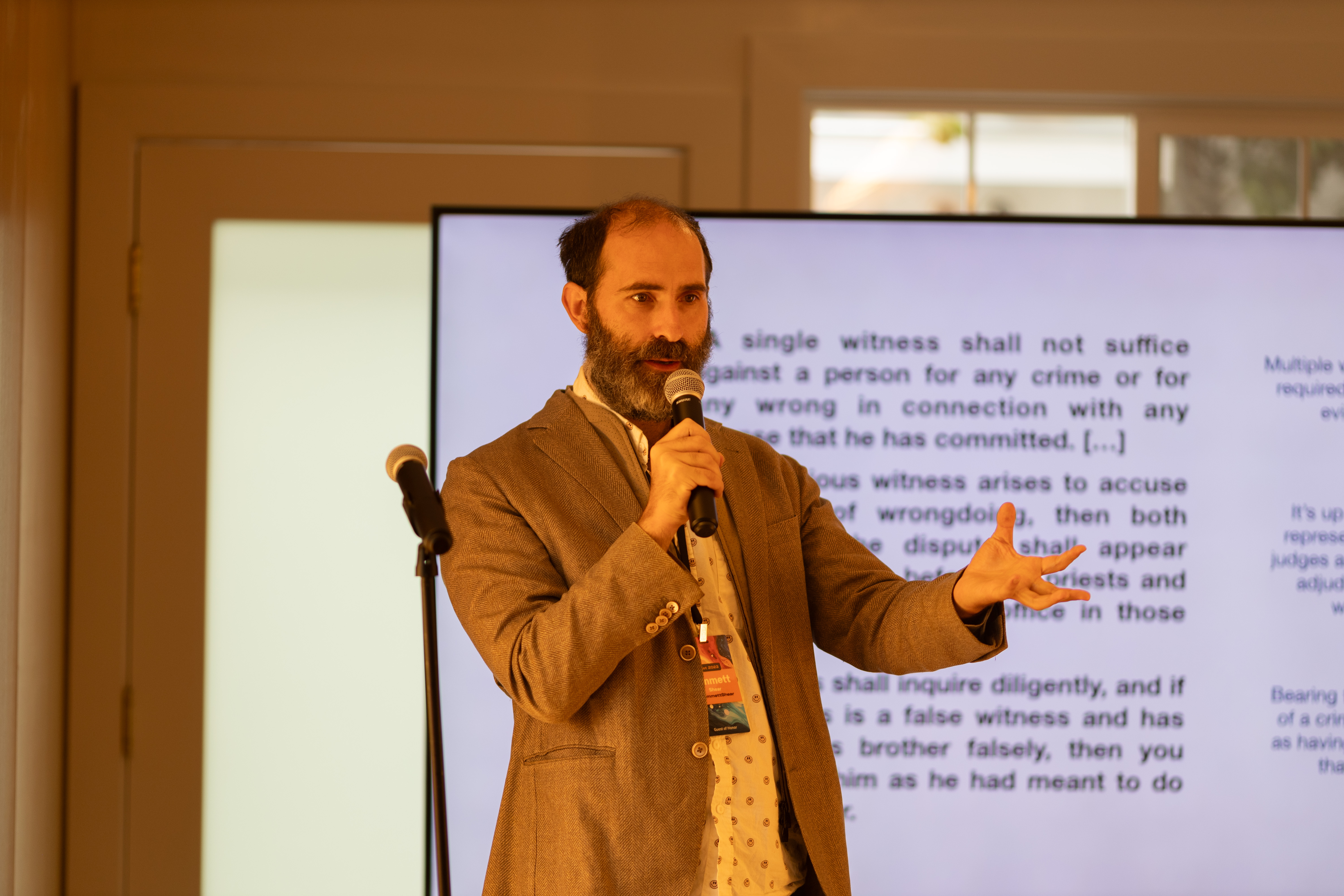
امت شیر در حال تدریس

#### جاستین. تی‌وی
شیر در سال ۲۰۰۶ همراه شرکایش جاستین کان، مایکل سیبل و کایلی واگت، جاستین. تی‌وی را به راه انداختند. جاستین. تی‌وی یک سرویس پخش زنده ویدیویی ۲۴ ساعته بود که ۷ روز هفته از زندگی جاستین کان توسط وب کمی که به سرش متصل بود، ویدیو پخش می‌کرد.
پخش زنده زندگی روزمره کان حدود هشت ماه طول کشید اما چهار شریک تصمیم گرفتند که روند کار را تغییر دهند و جاستین. تی‌وی را تبدیل به پلتفرم پخش زنده ویدیویی کنند تا هرکسی بتواند ویدیوی زنده در این بستر منتشر کند. از سال ۲۰۰۷ که این سیستم جدید راه‌اندازی شد تا زمان انحلال آن در ۵ اوت ۲۰۱۴؛ جاستین. تی‌وی با بیش از ۳۰ میلیون کاربر منحصربه‌فرد ماهانه، یکی از بزرگ‌ترین سرویس‌های پخش زنده ویدیویی جهان بود.
در ۲۹ اوت ۲۰۱۱ سال، شیر مدیرعامل جاستین. تی‌وی شد.

#### توییچ
پس از راه‌اندازی جاستین. تی‌وی در سال ۲۰۰۷، این سایت به‌سرعت شروع به ساختن دسته‌بندی‌های محتوایی خاص مانند اجتماعی، فناوری، ورزشی، سرگرمی، اخبار و رویدادها، بازی و موارد دیگر کرد. بخش بازی بسیار سریع رشد کرد و به محبوب‌ترین محتوای سایت تبدیل شد.
در ژوئن ۲۰۱۱ شرکت توییچ تصمیم گرفت محتوای بازی سایت را تحت نام یک برند و سایت جداگانه پخش کند. این پلتفرم جدید با الهام از اصطلاح توییچ گیم‌پلی، توییچ تی‌وی نام‌گذاری شد و در ۶ ژوئن ۲۰۱۱ به‌طور رسمی راه‌اندازی شد.
در ۲۵ اوت ۲۰۱۴، آمازون رسماً، توییچ را به مبلغ ۹۷۰ میلیون دلار خرید.
امت شیر در ماه مارس سال ۲۰۲۰، در طول همه‌گیری کووید-۱۹، از طریق توییچ اعلام کرد که ۱ میلیون دلار برای تشکیل یک سازمان غیرانتفاعی اهدا کرده‌است تا به صاحبان مشاغل کوچک که در دوران قرنطینه مجبور بوده‌اند در خانه بمانند، برای ادامه کار کمک کند.

#### وای کامبینیتر
شیر در ژوئن ۲۰۱۱ یکی از شرکای پاره‌وقت شرکت وای کامبینیتر شد. شیر در این شرکت به استارتاپ‌های جدید مشاوره می‌دهد.